# Liste des périodes
 (mars 2024).
La mise en forme du texte ne suit pas les recommandations de Wikipédia : il faut le « wikifier ».
Les points d'amélioration suivants sont les cas les plus fréquents. Le détail des points à revoir est peut-être précisé sur la page de discussion.
- Les titres sont pré-formatés par le logiciel. Ils ne sont ni en capitales, ni en gras.
- Le texte ne doit pas être écrit en capitales (les noms de famille non plus), ni en gras, ni en italique, ni en « petit »…
- Le gras n'est utilisé que pour surligner le titre de l'article dans l'introduction, une seule fois.
- L'italique est rarement utilisé : mots en langue étrangère, titres d'œuvres, noms de bateaux, etc.
- Les citations ne sont pas en italique mais en corps de texte normal. Elles sont entourées par des guillemets français : « et ».
- Les listes à puces sont à éviter, des paragraphes rédigés étant largement préférés. Les tableaux sont à réserver à la présentation de données structurées (résultats, etc.).
- Les appels de note de bas de page (petits chiffres en exposant, introduits par l'outil «  Source ») sont à placer entre la fin de phrase et le point final[comme ça].
- Les liens internes (vers d'autres articles de Wikipédia) sont à choisir avec parcimonie. Créez des liens vers des articles approfondissant le sujet. Les termes génériques sans rapport avec le sujet sont à éviter, ainsi que les répétitions de liens vers un même terme.
- Les liens externes sont à placer uniquement dans une section « Liens externes », à la fin de l'article. Ces liens sont à choisir avec parcimonie suivant les règles définies. Si un lien sert de source à l'article, son insertion dans le texte est à faire par les notes de bas de page.
- La présentation des références doit suivre les conventions bibliographiques. Il est recommandé d'utiliser les modèles {{Ouvrage}}, {{Chapitre}}, {{Article}}, {{Lien web}} et/ou {{Bibliographie}}. Le mode d'édition visuel peut mettre en forme automatiquement les références.
- Insérer une infobox (cadre d'informations à droite) n'est pas obligatoire pour parachever la mise en page.

Pour une aide détaillée, merci de consulter Aide:Wikification.
Si vous pensez que ces points ont été résolus, vous pouvez retirer ce bandeau et améliorer la mise en forme d'un autre article.
La catégorisation du passé en blocs de temps nommés et quantifiés est appelée périodisation. Cet article présente ainsi des listes de périodes nommées telles que définies dans divers domaines d'études (géologie, histoire, technologie, etc).
On distingue les périodes préhistoriques et les périodes historiques, ces dernières démarrent lorsque des documents écrits ont commencé à être conservés et notre Histoire, documentée.
Les dates pour chaque âge peuvent varier selon les régions. À l'échelle des temps géologiques, l'époque Holocène commence à la fin de la dernière période glaciaire (il y a environ 12 000) et se poursuit jusqu'à nos jours. Le début du Mésolithique est généralement considéré comme correspondant au début de l’époque Holocène.

## Ères, époques et périodes géologiques
- Précambrien
  - Hadéen
  - Archéen
    - Éoarchéen
    - Paléoarchéen
    - Mésoarchéen
    - Néoarchéen

  - Protérozoïque
    - Paléoprotérozoïque
      - Sidérien
      - Rhyacien
      - Orosirien
      - Stathérien

    - Mésoprotérozoïque
      - Calymmien
      - Ectasien
      - Sténien

    - Néoprotérozoïque
      - Tonien
      - Cryogénien
      - Édiacarien
- Phanérozoïque
  - Paléozoïque
    - Cambrien
      - Explosion cambrienne

    - Ordovicien
    - Silurien
    - Dévonien
    - Carbonifère
    - permien

  - Mésozoïque
    - Trias
    - Jurassique
    - Crétacé

  - Cénozoïque
    - Paléogène
      - Paléocène
        - Danien
        - Sélandien
        - Thanétien

      - Éocène
      - Oligocène

    - Néogène
      - Miocène
        - Aquitanien
        - Burdigalien
        - Langhien
        - Serravallien
        - Tortonien
        - Messinien

      - Pliocène
        - Zanclean
        - Piacenzien

    - Quaternaire
      - Péistocène
        - Gélasien
        - Calabrais
        - Chibanien
        - Pléistocène supérieur

      - Holocène
        - Groenlandais
        - Northgrippien
        - Meghalaya

      - Anthropocène

## Périodes générales
- Temps géologique – Période antérieure à l’humanité. Il y a 4,6 milliards à 3 millions d'années. (Voir « périodes préhistoriques » pour plus de détails à ce sujet.)
- Ère primatomorphide - Période précédant l'existence de Primatomorpha
- Ère simienne – Période antérieure à l'existence des Simiiformes
- Ère des Hominoïdes – Période précédant l'existence des Hominoidea
- Ère des hominidés - Période précédant l'existence des Hominidés
  - Signes lointains de singes ressemblant à des humains
- Ère des Homininaeid – Période précédant l'existence des Homininae
- Ère des Homininides - Période précédant l'existence des Hominini
- Préhistoire – Période comprise entre l'apparition d'Homo (« humains » ; premiers outils en pierre il y a environ trois millions d'années) et l'invention des systèmes d'écriture (pour le Proche-Orient ancien : il y a environ cinq mille ans).
  - Paléolithique – la première période de l’âge de pierre
    - Paléolithique inférieur – époque de l’espèce humaine archaïque, antérieure à Homo sapiens
    - Paléolithique moyen – coexistence d’espèces humaines archaïques et anatomiquement modernes
    - Paléolithique supérieur – expansion mondiale des humains anatomiquement modernes, disparition des humains archaïques par extinction ou mélange avec les humains modernes ; premières preuves de l'art pictural.

  - Mésolithique ( Épipaléolithique ) – une période de développement de la technologie humaine entre les périodes Paléolithique et Néolithique.
  - Néolithique – une période de développement technologique et social primitif, commençant vers 10 200 avant notre ère dans certaines parties du Moyen-Orient, et plus tard dans d’autres parties du monde.
  - Chalcolithique (ou « Énéolithique », « Âge du cuivre ») – encore de caractère largement néolithique, lorsque les premières métallurgies du cuivre sont apparues parallèlement à l'utilisation d'outils en pierre.
  - Âge du bronze – ne fait pas partie de la préhistoire pour toutes les régions et civilisations qui avaient adopté ou développé un système d'écriture.
    - L'Égypte ancienne

  - Âge du fer – ne fait pas partie de la préhistoire pour toutes les civilisations qui avaient introduit des documents écrits au cours de l'âge du bronze.
- Histoire ancienne – Ensemble d'événements passés depuis le début de l'histoire humaine documentée et s'étendant jusqu'au début du Moyen Âge ou à l'ère postclassique. La durée de l'histoire documentée est d'environ cinq mille ans, à commencer par les premiers enregistrements linguistiques du troisième millénaire avant notre ère en Mésopotamie et en Égypte.
  - Antiquité classique – Terme large désignant une longue période d'histoire culturelle centrée sur la mer Méditerranée, comprenant les civilisations imbriquées de la Grèce antique et de la Rome antique, collectivement connues sous le nom de monde gréco-romain. C’est la période au cours de laquelle les sociétés grecques et romaines ont prospéré et exercé une grande influence dans toute l’Europe, en Afrique du Nord et au Moyen-Orient.
  - Histoire postclassique – Période qui a immédiatement suivi l’histoire ancienne. Selon le continent, l'époque se situe généralement entre 200 et 600 après notre ère et entre 1200 et 1500 après notre ère. Les principales civilisations classiques suivies par l'ère sont la Chine Han (se terminant en 220), l'Empire romain d'Occident (en 476), l'Empire Gupta (dans les années 550) et l'Empire sassanide (en 651).
- Moyen Âge – A duré du Ve au XVe siècle. Cela a commencé avec l'effondrement de l'Empire romain d'Occident en 476 et est diversement délimité par les historiens comme se terminant avec la chute de Constantinople en 1453, ou la découverte de l'Amérique par Colomb en 1492, se fondant dans la Renaissance et l'ère des découvertes.
  - Haut Moyen Âge
  - Moyen Âge Central
  - Moyen Âge Tardif
- Histoire moderne – Après l’ère post-classique
  - Première période moderne – Les limites chronologiques de cette période sont sujettes à débat. Il émerge de la fin du Moyen Âge (vers 1500), délimité par les historiens comme commençant par la chute de Constantinople en 1453, sous des formes telles que la Renaissance italienne à l'Ouest, la dynastie Ming à l'Est et la montée des Aztèques. dans le Nouveau Monde. La période se termine avec le début de l' ère des révolutions.
  - Période moderne tardive– A commencé vers le milieu du XVIIIe siècle ; les jalons historiques notables incluent la Révolution française, la Révolution américaine et la Révolution industrielle.
  - Histoire contemporaine – L’histoire dans la mémoire vivante. Cela évolue avec les générations, et c’est aujourd’hui l’ensemble des événements historiques datant d’environ 1945 qui sont immédiatement pertinents pour l’époque actuelle.

## Périodes égyptiennes
Égypte préhistorique (avant 3150 avant notre ère) Période dynastique
- Période dynastique précoce ou période archaïque (deux dynasties) (3150 avant notre ère – 2686 avant notre ère)
- Ancien Empire (quatre dynasties) (2686 avant notre ère – 2181 avant notre ère)
- Première Période Intermédiaire (quatre dynasties) (2181 avant notre ère – 2055 avant notre ère)
- Empire du Milieu (trois dynasties) (2055 avant notre ère – 1650 avant notre ère)
- Deuxième période intermédiaire (quatre dynasties) (1650 avant notre ère – 1550 avant notre ère)
- Nouvel Empire (trois dynasties) (1550 avant notre ère – 1069 avant notre ère)
- Troisième Période Intermédiaire (cinq dynasties) (1069 avant notre ère – 664 avant notre ère)

Antiquité
- Période tardive de l'Égypte ancienne (six dynasties : parmi ces six, deux étaient des dynasties perses qui régnaient depuis des capitales éloignées de l'Égypte) (664 avant notre ère – vers 332 avant notre ère)
- Dynasties lagides (332 avant notre ère – 30 avant notre ère)
- Égypte romaine et byzantine (quinze dynasties romaines qui régnaient depuis des capitales éloignées de l'Égypte) (30 avant notre ère – 641 après notre ère)
  - Égypte sassanide (une dynastie) (619-629)
- Période copte (300 après notre ère – 900 après notre ère)

Égypte islamique
- L'Égypte sous quatre dynasties arabes étrangères qui régnaient depuis des capitales éloignées de l'Égypte.
  - Rashidun Égypte (641-661)
  - Égypte omeyyade (661-750)
  - Égypte abbasside (750-868 et 905-935)

Égypte médiévale
- Dynastie toulunide (868-905)
- Dynastie Ikhshidid (935-969)
- Dynastie fatimide (969-1171)
- Dynastie ayyoubide (1171-1250)
- Dynasties mameloukes (1250-1517)
  - Dynastie Bahri (1250-1382)
  - Dynastie Burji (1382-1517)

L'Égypte moderne
- Égypte ottomane (dynastie turque qui régnait depuis une capitale éloignée de l'Égypte) (1517-1867)
- Dynastie Muhammad Ali (1805-1953)
  - Khédivat d'Égypte (1867-1914)
  - Sultanat d'Égypte (1914-1922)

L'Égypte contemporaine
- Royaume d'Égypte (1922-1953)

- Égypte républicaine (de 1953 à aujourd'hui)

## Périodes européennes
- Âge du bronze (vers 3000 avant notre ère – vers 1050 avant notre ère)
  - Civilisation égéenne ancienne ( Crète, Grèce et Proche-Orient ; vers 3000 avant notre ère – vers 1050 avant notre ère)
- Âge du fer (vers 1050 avant notre ère – vers 500 après notre ère)
  - Expansion et colonisation grecque (vers 1050 avant notre ère – 776 avant notre ère)
  - Grèce archaïque (776 avant notre ère – 480 avant notre ère) – commence avec la première Olympiade, traditionnellement datée de 776 avant notre ère.
    - Période archaïque (776 avant notre ère – 612 avant notre ère) – création des cités-États en Grèce
    - Période préclassique (612 avant notre ère – 480 avant notre ère) – la chute de Ninive face à la deuxième invasion perse de la Grèce

  - Antiquité classique (480 avant notre ère – 476 après notre ère)
    - Grèce classique (480 avant notre ère – 338 avant notre ère)
    - Époque macédonienne (338 avant notre ère – 323 avant notre ère)
    - Grèce hellénistique (323 avant notre ère – 146 avant notre ère)
    - République romaine tardive (147 avant notre ère – 27 avant notre ère)
    - Principat de l'Empire romain (27 avant notre ère – 284 après notre ère)
    - Antiquité tardive (284 après notre ère – 500 après notre ère)

  - Période de migration (Europe, 300 après notre ère – 700 après notre ère)
- Moyen Âge (Europe, 476-1453)
  - Époque byzantine (330-1453)
  - Haut Moyen Âge (Europe, 476-1066)
    - Âge viking ( Scandinavie, Europe, 793-1066)

  - Haut Moyen Âge (Europe, 1066 – vers 1300)
  - Fin du Moyen Âge (Europe, vers 1300 – 1453)
  - La Renaissance (Europe, vers 1300 – vers 1601)
- Première période moderne (Europe, 1453-1789)
  - Âge de la découverte (ou de l'exploration) (Europe, vers 1400 – 1770)
  - Âge d'or polonais (Pologne, 1507-1572)
  - Âge d'or de la piraterie (1650-1730)
  - Période Tudor (Angleterre, 1485-1603)
    - Époque élisabéthaine (Angleterre, 1558-1603)

  - Période Stuart (Îles britanniques, 1603-1714)
    - Époque jacobéenne (Îles britanniques, 1603-1625)
    - Époque Caroline (Îles britanniques, 1625-1649)
    - Inter-règne britannique (îles britanniques, 1649-1660)
    - Restauration Stuart (Îles britanniques, 1660-1714)
      - Époque carolienne (Îles britanniques, 1660-1685)

  - Réforme protestante (Europe, XVIe siècle)
  - Classicisme (Europe, XVIe – XVIIIe siècles)
  - Révolution industrielle (Europe, XVIe – XVIIIe siècles)
  - Ère Pétrinienne (Russie, 1689-1725)
  - Siècle des Lumières (ou Raison) (Europe, XVIIIe siècle)
  - Révolution scientifique (Europe, XVIIIe siècle)
- Long XIXe siècle (1789-1914)
  - Époque géorgienne (Royaume-Uni, 1714-1830)
  - Révolution industrielle (Europe, États-Unis et ailleurs aux XVIIIe et XIXe siècles, mais avec ses débuts en Grande-Bretagne)
  - L'ère du colonialisme et de l'impérialisme européens
  - Époque romantique (1770-1850)
  - Époque napoléonienne (1799-1815)
  - Époque victorienne (Royaume-Uni, 1837-1901) ; Hégémonie britannique (1815-1914) sur une grande partie du monde, à peu près à la même période.
  - Époque édouardienne (Royaume-Uni, 1901-1914)
- Première, entre-deux-guerres et Secondes Guerres mondiales (1914-1945)
  - Grande-Bretagne de l'entre-deux-guerres (Royaume-Uni, 1918-1939)
- Guerre froide (1945-1991)
- Après la guerre froide (de 1991 à aujourd'hui)

## Iran préhistorique
Âge antique :
- Empire achéménide (550 – 330 avant notre ère)
- Occupation grecque de la Perse (330 –312 avant notre ère) :
- Empire séleucide (312 – 63 avant notre ère)
- Empire parthe (247 avant notre ère – 224 après notre ère)
- Empire sassanide (224 – 651 après notre ère)

- Perse sous les califats (651 – 820 après notre ère)
- Intermezzo iranien (820 – 1037) : Tahirides (821 à 873), Saffarides (861 à 1003), Samanides (819 à 999) et Bouyides (934 à 1062)
- Empire seldjoukide (1037-1194)
- Empire Khwarazmian (1194-1219)
- Occupation mongole de la Perse (1219 –1256)
- Ilkhanat (1256-1335)
- Désintégration de l'Ilkhanat (1335-1370) : Jalayirids, Chobanides, Muzaffarids, Injuids, Sarbadars et Kart
- Empire timouride (1370-1507) et Aq Qoyunlu (1378-1501)

Âge moderne :
- Iran safavide (1501-1736)
- Iran Afsharide (1736 – vers 1750)
- Dynastie des Zand (1750-1794)
- Période Qajar (1794-1925)
- Période des Pahlavi (1925-1979)
- République islamique d'Iran (1979-présent)

## Périodes japonaises
Japon archaïque
- Période Jōmon (10 501 avant notre ère – 400 avant notre ère)
- Période Yayoi (450 avant notre ère – 250 après notre ère)
- Période Kofun (250-600)

Japon médiéval
- Période Asuka (643-710)
- Période Nara (743-794)
- Période Heian (795-1185)
- Période Kamakura (1185-1333)

Samouraï Japon
- Période Muromachi (1333-1573)
- Période Azuchi-Momoyama (1573-1603)

Le Japon moderne
- Période Edo (1603-1868)
- Période Meiji (1868-1912)
- Période Taishō (1912-1926)

Japon contemporain
- Période Showa (1926-1989)
  - Période post-occupation (1952-présent)
- Période Heisei (1989-2019)
- Période Reiwa (2019-présent)

## Périodes iraquiennes
- Période archaïque
- Mésopotamie
  - Culture de Samarra
  - Culture Hassuna
  - Période de transition Halaf-Ubaid
  - Période d'Obeid
  - Période d'Uruk
  - Période Jemdet Nasr (3100 avant notre ère – 2900 avant notre ère)
  - Début de la période dynastique (2900 avant notre ère – 2270 avant notre ère)
  - Empire akkadien (2270 avant notre ère – 2083 avant notre ère)
  - Dynastie Gutis (2083 avant notre ère – 2050 avant notre ère)
  - Période Ur III (2050 avant notre ère – 1940 avant notre ère)
  - Première dynastie babylonienne (1830 avant notre ère – 1531 avant notre ère), Hittites (1800 avant notre ère – 1178 avant notre ère)
  - Kassites (1531 avant notre ère – 1135 avant notre ère), Mitanni (1500 avant notre ère – 1300 avant notre ère)
  - Empire néo-assyrien (934 avant notre ère – 609 avant notre ère)
  - Empire néo-babylonien (626 avant notre ère – 539 avant notre ère), Mèdes (678 avant notre ère – 549 avant notre ère)

Période Impériale
- Empires perses (550 avant notre ère – 651 après notre ère)
  - Empire achéménide (550 avant notre ère – 330 avant notre ère)
  - Conquis par l'Empire macédonien (330 avant notre ère – 312 avant notre ère)
  - Empire séleucide (312 avant notre ère – 63 avant notre ère)
  - Empire parthe (247 avant notre ère – 224 après notre ère)
  - Empire sassanide (224 après notre ère – 651 après notre ère)

Période islamique
- Périodes islamiques (VIIe – XXIe siècle)
  - Haut Califat (685-945)
  - Période intermédiaire antérieure (945-1250)
  - Période intermédiaire ultérieure (1250-1500)
  - Califat de Rashidun (632-661)
  - Califat omeyyade (661-750)
  - Califat abbasside (750-1258), 
    - Califat fatimide (909-1171)
    - Dynastie Bouyide (934-1055)
    - Dynastie Seldjoukide (1055-1171)
    - Dynastie ayyoubide (1171-1341)

  - Empire ottoman (1300-1923)
  - Empire safavide (1501-1736)
  - Irak moderne (de 1923 à aujourd'hui)

## Périodes mexicaines
Mexique ancien et précolombien
- Olmèques (1500 avant notre ère-400 avant notre ère)
- Mayas (3000 avant notre ère – 600 après notre ère)
- Teotihuacan (1 après notre ère - 500 après notre ère)
- Toltèques (800 - 1000 après notre ère)
- Aztèques (1000 – 1512 après notre ère)

Mexique colonial
- Conquête espagnole du Mexique (1519 – 1521)
- Nouvelle-Espagne (1535 - 1821)

L'ère de l'indépendance
- Guerre d'indépendance mexicaine (1810-1821)
- Premier Empire mexicain (1821 -1823)
- Première République mexicaine (1824 - 1835)
- République centraliste du Mexique (1835 - 1846)

Mexique libéral
- Deuxième République fédérale du Mexique (1846 - 1863)
- Second Empire franco-mexicain (1864 - 1867)
- République restaurée (1867 - 1876)
- Porfiriato (1876 - 1911)

Le Mexique moderne
- Mexique révolutionnaire (1910 - 1917)
- Le Maximato (1928 - 1934)
- PRI, État à parti unique (1934 - 2000)
- Mexique contemporain (2000 à aujourd'hui)